# Кеминский район
Кеминский район (кирг. Кемин району) — административно-территориальная единица в составе Чуйской области Кыргызстана.
Площадь района составляет 3533 км², население — 44 118 человек (2009). Административной центр — город Кемин.

## История
29 октября 1958 года к Кеминскому району был присоединён Быстровский район.

## Население
По данным переписи населения Кыргызстана 2009 года, киргизы составляют 37 724 человека из 44 118 жителей района (85,5 %), русские — 4785 человек (10,8 %), казахи — 550 человек (1,2 %).

## Административно-территориальное деление
- Городские населённые пункты районного подчинения:
  - город Кемин;
  - город Орловка.

- Поселок городского типа[4]:
  - пгт Бордунский.
- Сельские населённые пункты (сёла), входящие в 11 аильных (сельских) округов:[5]
  - Ак-Тюзский аильный округ: с. Ак-Тюз;
  - Алмалинский аильный округ: с. Кызыл-Суу, Алмалуу, Борду;
  - Боролдойский аильный округ: с. Боролдой;
  - Джаны-Алышский аильный округ: с. Джаны-Алыш;
  - А. Дуйшеевский аильный округ: с. Кичи-Кемин;
  - Ильичёвский аильный округ: с. Ильичевское, Джаны-Джол, Советское;
  - Кара-Булакский аильный округ: с. Кара-Булак, Бейшеке, Алтымыш, Чуйское;
  - Кок-Ойрокский аильный округ: с. Кайинды, Кароол-Дебе, Тегирменти;
  - Кызыл-Октябрьский аильный округ: с. Кызыл-Октябрь (Краснооктябрьский), Белый Пикет, Джель-Арык, Дорожное, Кашкелен, Кыз-Кыя, Сасык-Булак, Ударник, Чолок;
  - Чон-Кеминский аильный округ: с. Шабдан, Калмак-Ашуу, Кызыл-Байрак, Тар-Суу, Торт-Куль;
  - Чым-Коргонский аильный округ: с. Чым-Коргон, Новомихайловка, Самансур.